# Норт-Беллпорт (Нью-Йорк)
Норт-Беллпорт (англ. North Bellport) — переписна місцевість (CDP) в США, в окрузі Саффолк штату Нью-Йорк. Населення — 11 900 осіб (2020).

## Географія
Норт-Беллпорт розташований за координатами 40°47′13″ пн. ш. 72°56′44″ зх. д. / 40.78694° пн. ш. 72.94556° зх. д. (40.786894, -72.945562).  За даними Бюро перепису населення США в 2010 році переписна місцевість мала площу 12,79 км², уся площа — суходіл.

## Демографія
Згідно з переписом 2010 року, у переписній місцевості мешкало 11 545 осіб у 3362 домогосподарствах у складі 2674 родин. Густота населення становила 903 особи/км².  Було 3652 помешкання (286/км²).
Расовий склад населення:
| - 53,9 % — білих - 26,5 % — чорних або афроамериканців - 2,6 % — азіатів - 1,4 % — корінних американців - 0,1 % — вихідців з тихоокеанських островів - 9,6 % — осіб інших рас |

До двох чи більше рас належало 6,0 %. Частка іспаномовних становила 29,3 % від усіх жителів.
За віковим діапазоном населення розподілялося таким чином: 30,0 % — особи молодші 18 років, 64,0 % — особи у віці 18—64 років, 6,0 % — особи у віці 65 років та старші. Медіана віку мешканця становила 31,6 року. На 100 осіб жіночої статі у переписній місцевості припадало 98,5 чоловіків;  на 100 жінок у віці від 18 років та старших — 98,2 чоловіків також старших 18 років.
Середній дохід на одне домашнє господарство  становив 71 175 доларів США (медіана — 66 023), а середній дохід на одну сім'ю — 77 019 доларів (медіана — 70 731). Медіана доходів становила 47 333 долари для чоловіків та 42 917 доларів для жінок. За межею бідності перебувало 20,4 % осіб, у тому числі 36,2 % дітей у віці до 18 років та 4,1 % осіб у віці 65 років та старших.
Цивільне працевлаштоване населення становило 4935 осіб. Основні галузі зайнятості: освіта, охорона здоров'я та соціальна допомога — 24,9 %, роздрібна торгівля — 11,5 %, будівництво — 11,0 %.